# Большие Салы
Больши́е Салы́ (арм. Մեծ Սալա) — село в Мясниковском районе Ростовской области, административный центр Большесальского сельского поселения. Его население в 2010 году составляло 3483 человека.

## История
Большие Салы были основаны в 1779 году армянами, переселившимися сюда по указу Екатерины II из крымского села Сала.
Благодаря А. П. Чехову всемирную известность получила Мариам Кундупян (Кирпиян), крещенная и обвенчанная в местной церкви. Писатель сделал её одной из героинь рассказа «Красавицы».
Симон Врацян в своей книге «По дорогам жизни» описывает историю переселения армян из Крыма на Дон. Он отмечал, что село Большие Салы, среди других сел района, было самое богатое и веселое и культурное село. Дома построены из камня, кирпича и из толстых досок, а крыши покрыты кровельным железом или черепицей. Два деревянных моста через речку Темерник соединяли два квартала. На площади села находились: водочный магазин, Мелкон ахаи парикмахерская, бакалея Микиты, «умеющего ковать лягушек» (хурбаха налох). Чуть в стороне находились контора (зборный, то есть сельский совет) старосты села — одомана. Им был его дядя Микишка, у которого был один полицейский Чолах Мартин и писарь Иван. Рядом с мостом находилась кузница другого Ивана.
В начале XX века на речке были построены два каменных, арочной формы моста. Во время войны фашистские захватчики разбили их, но остались основания мостов.
В глубокой балке Темернички в изобилии росла чёрная бузина. В 1932—1933 годах речку за селом перекрыли и образовалось глубокое озеро до самого моста. Теперь оно превратилось в широкое болото.
Осенью 1941 года война докатилась до Ростова-на-Дону. На подступах к городу развернулась ожесточенная битва. 18 ноября в районе села Большие Салы на небольшом кургане Бербер-Оба в неравную жестокую схватку с 50 танками вступила артиллерийская батарея под командованием лейтенанта Оганова и политрука Вавилова. В этом бою погибли все советские артиллеристы. Но Ростов-на-Дону был освобожден от немецко-фашистских захватчиков. Это была первая крупная наступательная операция Красной Армии в Великой Отечественной войне. В селе Большие Салы, рядом с которым погибли батарейцы, установлен памятник в их честь.

## Население
| Численность населения, чел. | Численность населения, чел. | Численность населения, чел. | Численность населения, чел. | Численность населения, чел. | Численность населения, чел. |
| 1959                        | 1970                        | 1979                        | 1989                        | 2002                        | 2010                        |
| --------------------------- | --------------------------- | --------------------------- | --------------------------- | --------------------------- | --------------------------- |
| −                           | −                           | −                           | −                           | 3255                        | 4246                        |

### Известные уроженцы и жители
- Бостанджиян, Вартан Арташесович (род. 1938) — кандидат физико-математических наук, сотрудник научно-исследовательского института в Научном центре в Черноголовке (Подмосковье).
- Бостанджиян, Сейран Арташесович (род. 1930) — доктор физико-математических наук, сотрудник научно-исследовательского института в Научном центре в Черноголовке (Подмосковье).
- Бугаев, Лусеген Арменакович (род. 1952) — доктор физико-математических наук, профессор, завкафедрой теоретической и вычислительной физики ЮФУ[6], Иностранный член Национальной академии наук Республики Армения[7].
- Бугаян, Илья Рубенович (род. 1943) — доктор экономических наук, профессор кафедры экономической теории и предпринимательства, академик-секретарь философии хозяйства Северо-Кавказской Академии Государственной службы.
- Бугаян, Оган Акопович — студент Венского медицинского университета. С началом Первой мировой войны был депортирован в Россию. В 1919 году окончил Московский мединститут.
- Бугаян, Рубен Егишеевич (1919—1997) — 6-кратный чемпион первенства России по вольной и классической борьбе, бронзовый призёр первенства СССР, мастер спорта СССР, заслуженный тренер РСФСР, судья Всесоюзной категории, ветеран Великой Отечественной войны. Награждён орденом «Отечественной войны II степени» и медалью «За победу над Германией». За большие заслуги награждён медалью «Ветеран труда».
- Демирян, Микаэл Овагемович — врач. Медицинское образование получил в Швейцарии. После окончания учёбы вернулся в Большие Салы. Работал врачом более 35 лет.
- Врацян, Симон (при рождении Гурузян Симавон Хазаросович, 1882—1969) — армянский государственный деятель, четвёртый премьер-министр Республики Армения (с 28 ноября по 2 декабря 1920 года).
- Зограбян, Овагем Луспаронович (1917—2001) — заслуженный врач РСФСР; с 1960 по 1970 год был заведующим здравоохранения Ростова-на-Дону.
- Зограбян, Усик (1871—1942) — архиепископ, общественный деятель, окончивший Лейпцигский университет в Германии, а также юридический университет Московского университета. Преподавал в Лазаревском институте восточных языков. Был руководителем Новонахичеванского прихода и завучем приходской школы в 1918—1920 годы.
- Купин, Андрей Александрович — чемпион мира по кикбоксингу среди профессионалов.
- Курузян, Андраник Геворкович (1911—1994) — награждён орденом Ленина, в 1939 году в Москве эту награду А. Г. Курузяну вручал всероссийский староста Михаил Иванович Калинин.
- Луспекаев, Павел Борисович (1927—1970) — советский киноактёр, Заслуженный артист РСФСР (1965), Лауреат Государственной премии России (1997), «Белое солнце пустыни», посмертно.
- Малхасян, Абел Саркисович (1913—1944) — чемпион РСФСР по тяжелой атлетике. Призёр по лыжному спорту. Погиб на фронте Великой Отечественной войны. Он позировал скульптору Вучетичу при создании им бронзовых атлетов, поддерживающих чашу фонтана на Театральной площади Ростова-на-Дону.
- Малхасян, Андраник Георгиевич (21.11.1921—17.01.2019) — ветеран Великой Отечественной войны, Отличник просвещения СССР, Заслуженный учитель школы Российской Федерации.
- Муччи-Григорян, Елена Сейрановна (род. 1976) — врач, специалист в области гериатрии. Обучалась в Королевском колледже Лондона, Медицинской школе Брайтона и Суссекса, Йельском университете.
- Назикян, Арменак Давидович (род. 1962) — актёр, кинорежиссёр. С 1992 года — актёр Театра Комедии им. Акимова. Режиссёрский дебют в кино — фильм «Срочный фрахт» (2003).
- Назикян, Арменак Дикранович (1923—2014) — ветеран Великой Отечественной войны, участник штурма Берлина. Был награждён орденами: Красной Звезды, Отечественной войны II степени, Отечественной войны I степени, а также многими медалями.
- Ованесян, Арменак Арсентьевич (1913—2002) — ветеран Великой Отечественной войны, полный кавалер Ордена Славы. 15 мая 1946 года награждён орденом Славы I степени за уличные бои в Берлине, и за взятие Рейхстага. На трудовом фронте был награждён орденом Октябрьской революции.
- Одаманян, Гавриил/Капрел Мартынович (1887—1981) — заслуженный врач РСФСР. В годы Великой Отечественной войны и послевоенные годы был заведующим облздравотделом. На этой должности проработал более 20 лет.
- Султанян, Галуст Манукович (19.12.1907 - 2006) — ветеран Великой Отечественной войны. Награждён орденами: Ленина, Красного Знамени, Отечественной войны 1-й степени, Красной Звезды (дважды: 58/н 10.06.1943, 11.1944), медалями: «За отвагу, (1943) «За боевые заслуги» (1943), «За оборону Сталинграда» и др.
- Хашхаян, Илья Маркович (1922—1995) — известный донской живописец; им написаны картины «Большие Салы», «Станица Пухляковская», «Армянское кладбище», «Спуск к Дону».
- Хлиян, Манасе Данилович (1916—1998) — заслуженный учитель школы РСФСР, автор учебника физики для 9-го класса.
- Чапчахов, Лазарь Сергеевич (1911—1942) — участник Великой Отечественной войны, Герой Советского Союза посмертно (21.07.1942).
- Шорлуян, Партех Макарович (1915—1991) — ветеран Великой Отечественной войны, профессор, доктор медицинских наук.

## Инфраструктура
В центре села Большие Салы расположена церковь Сурб Аствацацин (Пресвятой Богородицы). Храм был построен в 1867 г. по проекту известного архитектора Муратова. Любопытна сама история храма. Церковь была построена на средства семьи Чебонянов. Сюда приходил великий армянский поэт Аветик Исаакян, приезжавший к своему однокашнику по Эчмиадзину, учителю Нор-Аревяну.
Большесальская средняя общеобразовательная школа №8 была открыта в 1961 году. С момента своего открытия школа прошла период становления (1961—1966 годы), руководил школой в это время Бугаян Габриел Саркисович, период стабильного функционирования (1966—1992 годы), директором в эти годы были Бугаян Г.С., затем с 1973 по 1992 годы Нор-Аревян Карапет Егияевич. Достигнув наиболее высоких и возможных в условиях того времени результатов, школа обеспечивала достаточно высокие образовательные результаты, хороший уровень воспитанности учащихся на выходе из школы, приобрела «собственное лицо», определённый имидж и авторитет в районе.
В 2003—2004 учебного года в историю школы вошёл эксперимент по введению предпрофильного (в 9 классе) и профильного обучения (в 10—11 классах). Первоначально в соответствии с потребностями и запросами учащихся был введен только социально-экономический профиль. В 2007—2008 учебном году профильное обучение углубилось введением химико-биологического профиля в 10 классе. В 2009—2010 учебном году по результатам опроса учащихся и родителей, по итогам анкетирования введен ещё и социально-гуманитарный профиль.
Лауреат федерального конкурса «100 лучших школ России».
На основании предложения министерства образования Ростовской области Большесальская средняя школа №8 была включена в Единый национальный реестр ведущих образовательных учреждений Российской Федерации за 2018 год. Дирекции школы было выдано свидетельство № 1110 от 17 апреля 2018 года. В ноябре, в городе Санкт-Петербург на VII Всероссийском образовательном форуме при подведении итогов федерального конкурса «100 лучших школ России» Большесальская средняя школа вошла в число лауреатов. В ККЗ «Раздан» (Мясниковский р-н., Чалтырь), на чествовании финалистов муниципального этапа Всероссийского конкурса «Учитель года-2019» директору школы №8 Шушаник Каспаровне Поповян была вручена золотая медаль и диплом лауреата конкурса «100 лучших школ России», а к многочисленным наградам Шушаник Каспаровны прибавился почетный знак «Директор года-2018».

## Достопримечательности
- Село Большие Салы освящено памятью А. П. Чехова. У писателя есть рассказ «Красавицы». Это – рассказ-воспоминание о том, как гимназистом в 1877 году он ехал с дедушкой из Большой Крепки в город Ростов-на-Дону. По пути они остановились покормить лошадей в Больших Салах (в рассказе "Бахчи-Салах") «у знакомого дедушке богатого армянина». В сентябре 1888 года по воспоминаниям от этой поездки был написан рассказ о юной девушке-армянке и её необыкновенной красоте. Двоюродный брат писателя Григорий Михайлович Чехов писал ему: "Спасибо за рассказ "Красавицы" <...> В образе армянина, к которому ты ездил с дедушкой, я сразу представил себе Назара Минаича Назарова, с настойчивым и безрассудительным характером..."[9]
- Действующая Церковь Сурб Аствацацин (Большие Салы)  (арм. Սուրբ Աստվածածին, Пресвятой Богородицы). Расположена в центре села. Храм был построен в 1867 году по проекту известного архитектора Муратова. Любопытна сама история храма. Церковь была построена на средства семьи Чебонянов. Сюда приходил великий армянский поэт Аветик Исаакян, приезжавший к своему однокашнику по Эчмиадзину, учителю Нор-Аревяну. Героиня известного рассказа А. П. Чехова “Красавицы“ – Марта — венчалась в этой церкви, здесь же крестились и венчались местные жители. В 1950-е годы церковь была закрыта. Служба в церкви возобновилась в 1995 году.
- Памятник Героям-артиллеристам (на улице Ленина). Герои-артиллеристы похоронены в братской могиле в центре села Большие Салы. Здесь сооружен обелиск в честь бесстрашных артиллеристов. Авторы памятника А. Х. Джлаухян и Р. Г. Шекер.
- Мемориальный комплекс батареи С. Оганова (2 км от села Большие Салы на кургане Бербер-Оба). История боев за Дон полна примеров мужества и самоотверженной борьбы с немецко-фашистскими захватчиками. Много на Дону и в нашем районе памятников в честь защитников Отечества. Одним из них является памятник на Артиллерийском кургане в с. Большие Салы. Он установлен на кургане, где совершили свой бессмертный подвиг артиллеристы батареи С. А. Оганяна. На железобетонном постаменте установлена 76-мм противотанковая пушка. Перед памятником – четыре пилона, на которых перечислены воинские соединения и части, участвовавшие в боях за Ростов. Памятник открыт 8 мая 1972 года. Автор памятника – архитектор Э. Калайджан. Ценою жизни батарея С. Оганова сокрушила гитлеровские танки и сдержала их. Герои похоронены в братской могиле в центре села Большие Салы.
- В местном Сельском Доме культуры висит памятная доска с фамилиями жителей села, погибших в годы войны. Жители села Большие Салы чтут память своего прославленного земляка Лазаря Сергеевича Чапчахова, который родился в селе 6 марта 1911 года. Батальонный комиссар, летчик-истребитель, Герой Советского Союза, награждённый орденами Ленина и Красного Знамени Чапчахов Л. С. совершил 268 боевых вылетов, героически погиб в 1942 году в бою с немецкими захватчиками. До войны он работал электриком на строительстве “Ростсельмаша“, окончил Ворошиловоградскую военную авиационную школу пилотов, позже – курсы комиссаров при Харьковской военно-авиационной школе пилотов. Военный комиссар эскадрильи 38-го отдельного истребительного авиационного полка. Похоронен в посёлке Крестцы Новгородской области. На территории завода “Ростсельмаш“ ему установлен бюст, установлена мемориальная доска в селе Большие Салы.